# استار شیپینگ
استار شیپینگ (انگلیسی: Star Shipping) شرکت دولتی کشتیرانی نروژی است، که در سال ۱۹۶۱ تأسیس شد.